# Habarut
Habarut este o localitate situată în partea de est a Yemenului, aproape de frontiera cu Omanul.